# Papa Gregori XII
Gregori XII (Venècia, 1326 - † Recanati, 18 d'octubre del 1417) va ser Papa de l'Església Catòlica del 1406 al 1415. És el quart papa del període dominat pel Cisma d'Occident.
De nom Angelo Correr, pertanyia a l'aristocràcia veneciana i va ser nomenat bisbe de Castello el 1380. L'any abans de la seva elecció com a papa va ser nomenat cardenal presbíter de Sant Marc pel seu antecessor Innocenci VII.
El conclave en el qual va resultar escollit estava compost per quinze cardenals que, per tal de posar fi al Cisma d'Occident, hi van participar amb la condició que l'escollit renunciaria al papat si el papa d'Avinyó, Benet XIII, presentava també la seva renúncia.
Ambdós pontífexs van iniciar converses per aconseguir una trobada a Savona, però la poca disponibilitat d'ambdós per solucionar el conflicte, el temor que la trobada fos aprofitada pel rival per capturar al contrari, unit a les maquinacions polítiques del rei de Nàpols, Ladislau, i de la família de Gregori XII; van fer que la reunió mai no es dugués a terme.
Els cardenals de Gregori van mostrar el seu descontentament amb l'actitud d'aquest i van amenaçar d'abandonar-lo, i per això Gregori va convocar una reunió amb la seva cúria a la ciutat de Lucca en la qual, el 4 de maig del 1408, va ordenar que no abandonessin la ciutat posant-los sota vigilància i procedint a més, a enfortir la seva posició, nomenant quatre dels seus nebots nous cardenals.
A Avinyó, els cardenals de Benet XIII també van mostrar la seva disconformitat amb la situació, i per això, aprofitant que set cardenals de Gregori havien aconseguit sortir de Lucca, es van reunir amb aquests i van resoldre la celebració d'un concili a la ciutat de Pisa per a l'any 1409, amb l'objectiu de deposar ambdós pontífexs i elegir-ne un de nou.

## El concili de Pisa
El Concili de Pisa es va iniciar el 25 de març del 1409, i encara que ambdós papes hi van ser convidats, cap d'ells no hi va assistir. En la quinzena sessió, el 5 de juny, el concili va deposar els dos pontífexs acusant-los d'escàndol, de cismàtics, herètics i perjurs; i un mes després van elegir com a nou papa Alexandre V.
Ni Gregori XII, ni Benet XIII, van reconèixer la validesa del concili de Pisa que van acusar d'anticanònic en entendre que només el Papa tenia potestat per convocar un sínode. Pel que Gregori, que havia nomenat uns altres deu cardenals per reforçar la seva posició, va convocar el seu propi concili que, celebrat a Cividale del Friuli amb una pobra assistència, va declarar tant a Benet XIII com a Alexandre V, cismàtics i devastadors de l'Església.
El 1410 moria Alexandre V i era succeït per Joan XXIII a qui l'emperador del Sacre Imperi, Segismond, va convèncer perquè convoqués un nou concili que acabés amb el cisma en el que tres papes es declaraven legítims.

## El concili de Constança
El Concili de Constança es va iniciar el 4 de novembre del 1414, sota la presidència de Joan XXIII, acordant-se un nou sistema de votacions. L'esmentat sistema va consistir que els participants es reunissin per nacions i que en cada un d'aquests grups tinguessin vot no solament els prelats, sinó també els prínceps, els teòlegs i els canonistes.
Aquest nou sistema va suposar la plasmació de la teoria "conciliarista", segons la qual el Concili es trobava per sobre del Papa, i aquest havia de doblegar-se a les decisions d'aquell.
Joan XXIII que havia convocat el concili amb la intenció oculta d'aconseguir el suport dels participants per ser nomenat únic papa legítim, davant de la perspectiva d'haver d'acatar les decisions conciliars va intentar fugir de Constança, però interceptat en la seva fugida va ser tornat al concili i obligat a abdicar el 29 de maig del 1415.
Per la seva part Gregori XII va renunciar voluntàriament el 4 de juliol mitjançant una butlla en la qual a més reconeixia el concili, per la qual cosa el concili de Constança, convocat per un antipapa, és considerat vàlid per l'Església Catòlica.
El tercer papa, Benet XIII, es va negar en canvi a abdicar per la qual cosa va ser deposat pel mateix concili dos anys més tard, el 26 de juliol del 1417; després del qual es va escollir un nou Papa, Martí V que va ser reconegut per tots i que va suposar el final del Cisma d'Occident que havia dividit l'Església durant gairebé quaranta anys.
Un mes abans de l'elecció del nou Papa, moria el 18 d'octubre del 1417, l'expapa, ostentant el càrrec d'arquebisbe de Porto.
Les profecies de Sant Malaquies es refereixen a aquest papa com Nauta de ponto nigro (Marí del Mar Negre), cita que fa referència al seu naixement a Venècia, i que va ser sacerdot de l'església de Negrepont.